# Камзолка (приток Хопра)
Камзолка (в верховьях — Рянза) — река в России, протекает по Саратовской и Пензенской областях. Левый приток реки Хопёр.

## География
Река Камзолка берёт начало у посёлка Сапожок Ртищевского района Саратовской области. Течёт на север по открытой местности, у села Хотяново Сердобского района Пензенской области поворачивает на запад. Устье реки находится в 806 км от устья Хопра по левому берегу. Длина реки составляет 50 км, площадь водосборного бассейна — 284 км².

## Данные водного реестра
По данным государственного водного реестра России относится к Донскому бассейновому округу, водохозяйственный участок реки — Хопёр от истока до впадения реки Ворона, речной подбассейн реки — Хопер. Речной бассейн реки — Дон (российская часть бассейна).
Код объекта в государственном водном реестре — 05010200112107000005629.